# Kristie Otto
Kristie Otto es una deportista canadiense que compitió en triatlón. Ganó una medalla de plata en los Juegos Panamericanos de 1995, y una medalla plata en el Campeonato Panamericano de Triatlón de 1997.

## Palmarés internacional
| Juegos Panamericanos    | Juegos Panamericanos      | Juegos Panamericanos | Juegos Panamericanos |
| Año                     | Lugar                     | Medalla              | Prueba               |
| ----------------------- | ------------------------- | -------------------- | -------------------- |
| 1995                    | Mar del Plata (Argentina) | Medalla de plata     | Individual           |
| Campeonato Panamericano |                           |                      |                      |
| Año                     | Lugar                     | Medalla              | Prueba               |
| 1997                    | Puerto Vallarta (México)  | Medalla de plata     | Individual           |